# Jon Toral
Jon Miquel Toral Harper (Reus (Baix Camp), 5 de febrer de 1995), més conegut com a Jon Toral és un futbolista català que actualment juga al Hull City AFC. Es va formar al planter del FC Barcelona i l'Arsenal FC.